# Benjamí Cordon Puig
Benjamí Cordon Puig (Girona, 1 de gener de 1932 - Girona, 4 d'agost de 2003) fou un comptable de professió i un fotògraf i cineasta afeccionat.

## Biografia
Cordon inicià els estudis de primària a l'escola de les Germanes Dominiques de Girona i, posteriorment, cursà la secundària al Grupo Escolar, actual col·legi Joan Bruguera. Entre 1943 i 1945 realitzà els estudis de Batxillerat Elemental i els de Comerç al Col·legi de Santa Maria del Collell. Els seus estudis en el camp de la comptabilitat li van permetre entrar a treballar al Banc Hispano Americano, l'any 1950, on hi treballà fins a la seva jubilació.
Interessat en la fotografia i el cinema, es donà d'alta com a membre de l'Agrupació Fotogràfica i Cinematogràfica de Girona i Província (AFIC) el mes de març del 1957. Més endavant, en una Assemblea General celebrada el 30 de gener de 1958, en seria nomenat el secretari de la Junta Directiva.
Aquesta vocació el portà a participar en concursos com el Trofeu Antoni Varés de Cinema Amateur, el Concurs de Fotografia Costa Brava de l'obra sindical Educación y Descanso, el Concurs Nacional de Fotografia Taurina o el Concurs Nacional de Cine Amateur de Palafrugell, entre d'altres, dels quals en sortí premiat diverses vegades. En ocasions, també formà part de concursos com a membre del jurat qualificador. Com fou el cas l'any 1967, del II Concurs Provincial de Cinema Amateur Foto-Cine Sans, juntament amb Jordi Bosch Mollera, Joaquim Vidal Jubert, Lluís Bonavia Poch i Joan Ginjaume Ribera.
Cordon es donà d'alta com a soci del GEiEG l'any 1970. Aquell mateix any, fou nomenat secretari de la secció de pesca de l'entitat. També en seria partícip de les competicions de pesca esportiva, sortint-ne premiat en diverses ocasions.
L'any 1995, feu donació a l'Ajuntament de Girona de quaranta-nou fotografies relacionades amb la ciutat i, especialment, amb el rodatge de la pel·lícula L'home del sac d'Antoni Varés Martinell.

## Fons cinematogràfic
El 17 de desembre de 1996, Benjamí Cordon Puig feu donació del fons a l'Ajuntament de Girona. Van ingressar al Centre de Recerca i Difusió de la Imatge (CRDI) de l'Arxiu Municipal de Girona, nou pel·lícules cinematogràfiques rodades en 8 mm, de les quals, quatre són curtmetratges de ficció i la resta documentals. De les pel·lícules documentals, n'hi ha dues, La guitarra i L’enquadernador, amb finalitat divulgativa. Una es tracta d'un reportatge del Mercat de Girona, i la resta són documents familiars rodats a la Font d’en Fita i als Jardins del Doctor Figueras.